# Карлстрём, Йеспер
Йеспер Кеве Карлстрём (швед. Jesper Kewe Karlström; 21 июня 1995, Стокгольм, Швеция) — шведский футболист, полузащитник клуба «Удинезе» и сборной Швеции.

## Клубная карьера
Карлстрём — воспитанник клубов «Хаммарбю» и «Броммапойкарна». 27 июля 2012 года в матче против «Кальмара» в Аллсвенскан лиге. 15 марта в поединке Кубка Швеции против «Отвидаберга» Карлстрём забил свой первый гол за «Броммапойкарна». 3 мая 2014 года в поединке против «Норрчёпинга» Йеспер забил первый гол в чемпионате.
В начале 2015 года Карлстрём перешёл в «Юргорден». 9 апреля в матче против «Хеккена» он дебютировал за новую команду, заменив во втором тайме Кевина Уокера. 4 октября в поединке против «Кальмара» Йеспер забил свой первый гол за «Юргорден».
Летом 2017 года он на правах аренды вернулся в «Броммапойкарну».